# Rue des Capucins (Meudon)
Pour les articles homonymes, voir Rue des Capucins.
La rue des Capucins est une ancienne voie de la ville de Meudon. Elle fait partie des plus anciens témoins du passé de Bellevue.

## Situation et accès
Cette rue est desservie par la gare de Bellevue, sur la ligne de Paris-Montparnasse à Brest.

## Origine du nom
La rue des Capucins doit son nom à l'ancien couvent.

## Historique

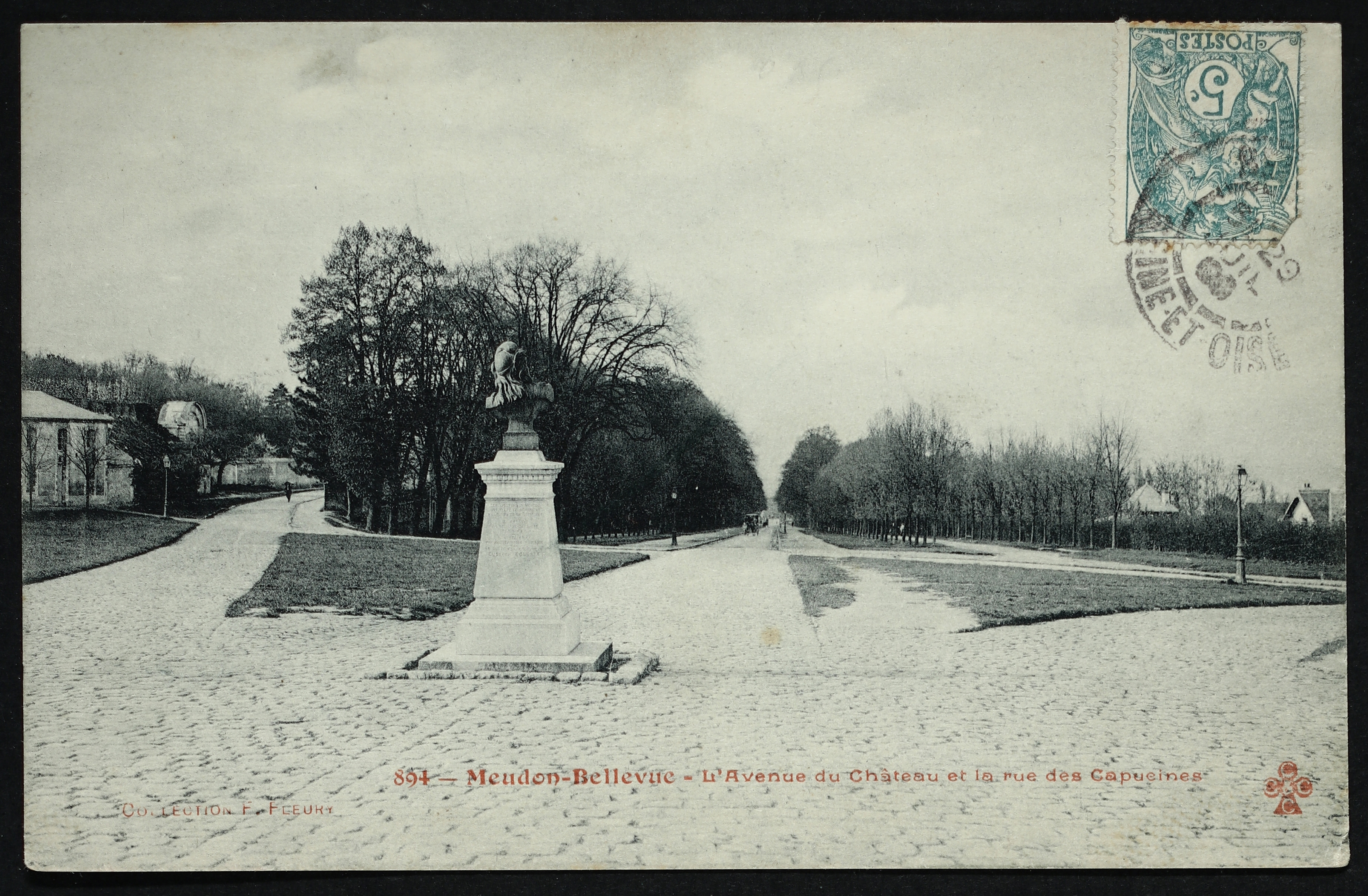
L'avenue du Château et la rue des Capucines, vers 1900.

Dans cette rue se trouvait le premier couvent des Capucins de Meudon, construit sur un terrain offert par le roi Henri III aux frères mineurs capucins. Au XVIIe siècle, son supérieur est le père Joseph. Il fut détruit après la Révolution et le promoteur Gabriel Thomas y fit construire sa maison en 1890.

## Bâtiments remarquables et lieux de mémoire
Les bâtisses de cette rue sont édifiées sur l'emplacement de l'ancien Couvent des Capucins de Meudon, détruit en 1792.
- Au no 2, emplacement de la maison du financier Gabriel Thomas, construite vers 1890 et démolie en 1988.
- Au no 4, la résidence de l'abbaye, construite en 1958 par l'architecte Jean Ginsberg[4].
- Au no 6, la Maison Bloc, construite en 1949 par l'architecte André Bloc[5],[6].
- Au no 11 bis, la Villa Charles Schacher, construite autour de 1860, héritage du style Napoléon III[7]. Cette maison fut rachetée en 1940 par le sculpteur Albert de Jaeger[8]. Dans le jardin se trouve un séquoia géant[9].
- Siège de la société ESRI France.
- Porte Dauphine, ancienne porte du château sous Louis XIV[10].

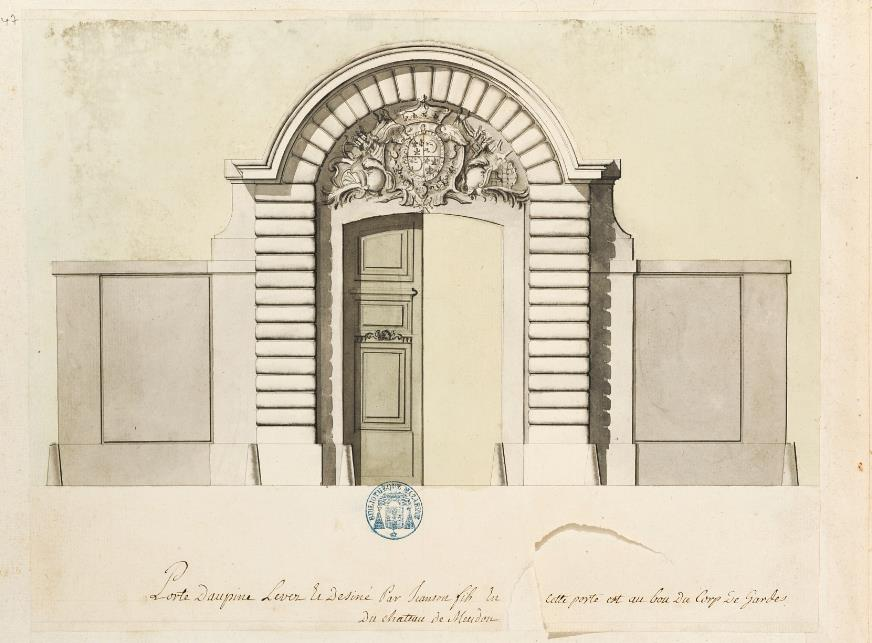
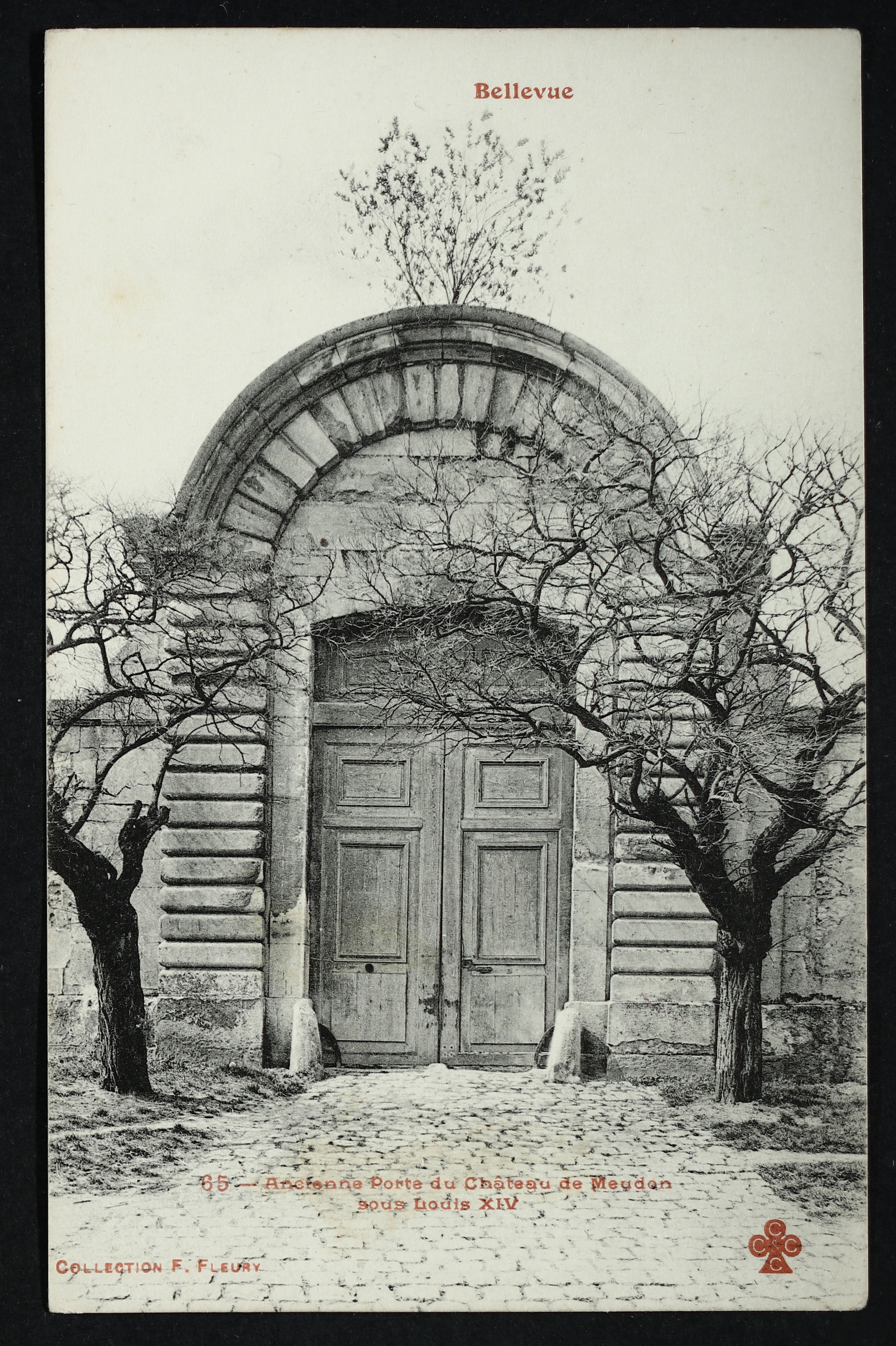
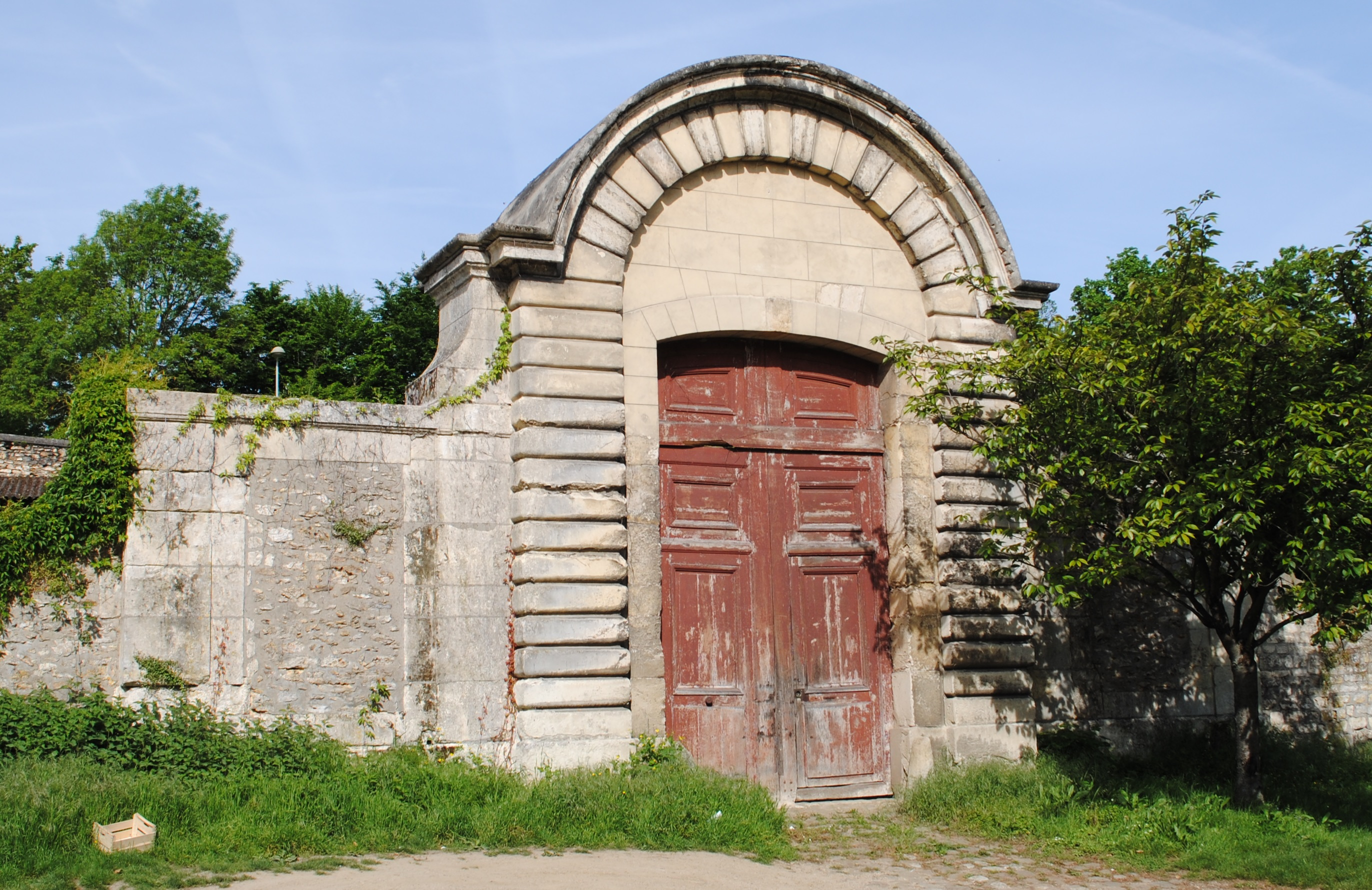